# Соколик, Анатолий Иониасович
Анатолий Иониасович Соколик (1912 — 1960) — советский учёный, конструктор осциллографов, лауреат Сталинской премии.

## Биография
Родился в марте 1912 года.
В 1937 году окончил Ленинградский электротехнический институт.
С 1943 года работал в Институте химической физики, с 1944 года — заведующий лабораторией электронной осциллографии.
Умер в 1960 году.

## Научная деятельность
Участник советского атомного проекта. Его лаборатория изготовила к первому ядерному испытанию осциллографы ОК-1, ОК-2 и ОК-3 (отличались друг от друга длительностью развёртки). Разработчик (совместно с В. М. Борцовым) измерителя времени ИВ-13. Один из создателей осциллографа ОК-19.
Кандидат технических наук. Доцент кафедры электроники МИФИ со дня её основания.

### Научные труды
- Импульсная техника: Учебное пособие / А. И. Соколик ; М-во высш. образования СССР. Моск. инж.-физ. ин-т. Фак. электронных вычислительных машин и средств автоматики. Кафедра электроники. — М.: [б. и.], 1958. — 221 с.
- Сборник примеров и задач по импульсной технике / А. И. Соколик ; М-во высш. образования СССР. Моск. инж.-физ. ин-т. Фак. электронных вычислит. машин и средств автоматики. Кафедра электроники. — М.: [б. и.], 1959. — 69 с.
- Измеритель интервалов времени ИВ-22 / Канд. техн. наук А. И. Соколик. — М.: [б. и.], 1957. — 15 с., 1 л. схем.
- Шестиканальный электронный осциллограф ОК-27М / А. И. Соколик, А. И. Станиловский, А. С. Зверев. — М.: [б. и.], 1959. — 22 с., 1 л. схем.
- Высоковольтная осциллографическая установка ОК-19М / А. И. Соколик, К. К. Чарнецкий, А. Г. Фомичев. — М.: [б. и.], 1958. — 17 с., 1 л. схем.
- Осциллограф ОК-15М с однократной спиральной разверткой и импульсный усилитель УИР-1 / А. И. Соколик, К. К. Чарнецкий, А. Г. Фомичев. — М.: [б. и.], 1959. — 19 с., 1 л. схем.
- Двухлучевой электронный осциллограф ОК-23 с механической разверткой / Канд. техн. наук А. И. Соколик, инж. А. И. Станиловский. — М.: [б. и.], 1958. — 20 с., 1 л. схем.
- Двухканальный пьезоэлектрический измеритель давлений ПИД-9 / Канд. техн. наук А. И. Соколик, инж. А. И. Станиловский. — М.: [б. и.], 1957. — 19 с.
- Двухлучевая осциллографная установка ОК-24 м / А. И. Соколик, А. Г. Фомичев. Тестер для отбора и проверки плоскостных кристаллических триодов / [Б. П. Скопцов]. — М.: [б. и.], 1957 [вып. дан. 1958]. — 19 с., 1 л. схем.

## Награды
- Сталинская премия 2-й степени (06.12.1951) — за участие в разработке методов испытаний и проведении испытаний изделий РДС (Сталинские премии по Постановлению СМ СССР № 4964-2148сс/оп).